# Gil Green
Gil Green é um diretor de cinema norte-americano nascido em Miami, Flórida. Ele frequentou a Escola Tisch de Artes da NYU, aos 19 anos seu vídeo da música tese apareceu nas redes de música, como MTV, BET, e The Box. Também iniciou sua carreira na indústria do Music Video.
Gil já dirigiu mais de 150 videoclipes para artistas multi-platina tais como John Legend, Pitbull, Chris Brown, Akon, Lil Wayne, Kanye West, Ne-yo, Austin Mahone, Drake, Usher, Flo Rida, P-Diddy, Timbaland, Natasha Bedingfield, Robin Thicke, Nelly, 50 Cent, Romeo Santos, Matisyahu, Brandy, Snoop Dogg, Busta Rhymes, Sean Paul, T-Pain, Rick Ross, Wyclef, Common, Trey Songz, Lupe Fiasco, The Roots, Francês Rohff , Luan Santana e o grupo de hip hop Three 6 Mafia vencedores do Oscar em 2006.

## Clipes de música

### Filmografia
| Ano  | Título                    |
| ---- | ------------------------- |
| 2001 | Choices: The Movie        |
| 2005 | Choices II                |
| 2005 | Clean Up Men              |
| 2006 | Ultimate Video Collection |
| 2017 | Check-In: Luan Santana    |